# Pichia pastoris
Pichia pastoris é uma espécie de levedura metilotrófica. É amplamente utilizada para a expressão de proteínas usando técnicas de ADN recombinante. Portanto, é utilizada na investigação bioquímica e genética em academias e na indústria de biotecnologia.